# 捷斯盧吉夫
50°18′54″N 25°17′56″E / 50.31500°N 25.29889°E
捷斯盧吉夫（烏克蘭語：Теслугів），是烏克蘭西北部的村莊，隸屬里夫內州的杜布諾區。該村始建於1545年，面積1.94平方公里，海拔高度227米，2001年人口1,051，人口密度每平方公里542.9人。